# Sahra Daugreilh
Pour les articles homonymes, voir Daugreilh.
Sahra Daugreilh, née en 1980 à Tulle, est une actrice, réalisatrice et scénariste française.

## Biographie
Sahra Daugreilh a débuté au théâtre par une formation professionnelle à La Scène sur Saône à Lyon, puis poursuit avec les cours d'entre autres Larry Singer, Anne Bogart (en), Ariane Mnouchkine et en danse, avec les frères Ben Aïm, Anne-Catherine Nicoladzé et Atsoushi Takenoushi.
En 2008, Sahra Daugreilh joue notamment brièvement dans la saison 2 de Reporters, une série dramatique diffusée sur Canal+.
En 2012, Sahra Daugreilh réalise et écrit pour la première fois et joue également dans le court-métrage Ma mère, cette étrangère avec notamment Grégoire Bonnet, Peggy Martineau, Sylvie Artel et Thomas VDB. En décembre 2013, Sahra Daugreilh participe au 4e Nikon Film Festival avec son court-métrage Je suis qui déjà ?.
En 2018, elle rejoint la distribution du feuilleton télévisé Plus belle la vie dans le rôle de Jennifer Valle à partir de la saison 14.

## Filmographie

### Cinéma

#### Longs-métrages
- 2008 : À la recherche de Charlie de Pascal Lagrandeur
- 2008 : Les Samaritains de Hervé N'Kashama
- 2014 : Bird People de Pascale Ferran[5]
- 2018 : Nos batailles de Guillaume Senez : la collègue de Laura[6]
- 2021 : Attention au départ ! de Benjamin Euvrard : Sarah[5]

#### Courts-métrages
- 2004 : RSVP d'Audrey Najar[5]
- 2006 : Signes de Charlotte Erlih : Maud[6]
- 2007 : About Annie de Cédric Roulliat
- 2007 : I Can't Wait de Cédric Roulliat
- 2010 : Les Suaires de Véronique de Laëtitia Herbain : Véronique
- 2011 : Wing de Mathilde Nocquet[7],[8]
- 2012 : Ma mère, cette étrangère de Sahra Daugreilh : Léa[3],[6]
- 2013 : Je suis qui déjà ? de Sahra Daugreilh[2]
- 2016 : Je suis le machisme ordinaire de Fabrice Roulliat : Julie Silvestre[6]
- 2017 : Je suis chambre 12 de Sahra Daugreilh[5]
- 2017 : Candidat de Cédric de Montceau[5]
- 2021 : La Route du Destin de Ludovic Thiévon[5]

#### Réalisatrice

##### Courts-métrages
- 2012 : Ma mère, cette étrangère[3],[6]
- 2013 : Je suis qui déjà ?[2]
- 2014 : Tombée pour la mode[5]
- 2017 : Je suis chambre 12[5]

### Télévision
- 2009 : Reporters : maquettiste[5]
- 2012 : Jo : Madge[5]
- 2014 : Tu veux ou tu veux pas ?[5]
- 2018 : Nina : chirurgienne[5]
- 2018 : Cherif : Ève[5]
- 2018 - en cours : Plus belle la vie : Jennifer Valle[4]
- 2019 : Scènes de ménages : l'invitée[5]
- 2019 : L'Art du crime : Christiane Chassagne[5]

## Théâtre
- 1997 : La Nuit des rois de Shakespeare, mise en scène Marie Pourroy[5]
- 1998 : Il campiello (Le Carrefour) de Carlo Goldoni, mise en scène Salvadora Parras[5]
- 1998 : Fin de droit de Didier Vignali, mise en scène Didier Vignali[5]
- 1999 : Race blanche d'Ahmed Kalouaz, mise en scène Philippe Chambon[5]
- 1999 : Tchekhov de Salvadora Parras[5]
- 1999 : Les Acteurs de bonne foi de Marivaux, mise en scène Wafa Boubaker[5]
- 2000 : Bed of Roses de Harry Holtzman[5]
- 2000 : Ambulance de Gregory Motton (en), mise en scène Salvadora Parras[5]
- 2002 : Gun Down de Cary McClelland, mise en scène Cary McClelland[5]
- 2002 : Tin.Doc de Kristjan Thorgeirsson, mise en scène Kristjan Thorgeirsonn[5]
- 2003 : Iphigénie à Aulis d'Euripide, mise en scène Gisela Gardenas[5]
- 2003 : The World, Part IV de Michael Counts[5]
- 2004-2005 : La Sublime revanche de Camille Germser, mise en scène Camille Germser[5]
- 2004-2005 : Cheek to Cheek de Camille Germser, mise en scène Camille Germser[5]
- 2007 : Entre ça et ça, la sublime revanche de Camille Germser, mise en scène Camille Germser[5]
- 2008-2009 : La Sublime revanche de Camille Germser, mise en scène Camille Germser[5]
- 2008-2009 : Les Muses de Camille Germser, mise en scène Emmanuel Daumas[5]
- 2010-2016 : Les Précieuses ridicules de Molière, mise en scène Camille Germser[9],[5]
- 2011 : Vicious Dogs on Premises, mise en scène Dan Safer, au théâtre national de Chaillot[5]
- 2011-2014 : La Sublime revanche[10],[11],[5] de Camille Germser
- 2018-2019 : Ultragirl contre Schopenhauer de Cédric Rouillat[5]
- 2019 : Josie Harcoeur de Cédric Rouillat[5]